# William G. Dillon
| 21576 McGivney      | 19 settembre 1998 |
| 23186 Knauss        | 6 agosto 2000     |
| 23712 Willpatrick   | 1º gennaio 1998   |
| 35352 Texas         | 7 agosto 1997     |
| 38269 Gueymard      | 10 settembre 1999 |
| 51415 Tovinder      | 15 marzo 2001     |
| 54820 Svenders      | 11 luglio 2001    |
| 55276 Kenlarner     | 16 settembre 2001 |
| 77166 McKaye        | 15 marzo 2001     |
| 88297 Huikilolani   | 11 luglio 2001    |
| 111661 Mamiegeorge  | 16 gennaio 2002   |
| 111818 Deforest     | 17 febbraio 2002  |
| 115561 Frankherbert | 20 ottobre 2003   |
| 127005 Pratchett    | 1º aprile 2002    |

William G. Dillon (1957) è un astronomo statunitense.
Fondatore del Fort Bend Astronomy Club di Stafford in Texas, è sposato con la collega Elizabeth R. Dillon.
Il Minor Planet Center gli accredita la scoperta di cinquantatré asteroidi, effettuate tra il 1996 e il 2009, di cui trentacinque in collaborazione con altri astronomi: Joseph A. Dellinger, Elizabeth R. Dillon, Max Eastman, Paul G. A. Garossino, Mike Knewtson, Randy Pepper, Keith Rivich e Don J. Wells.
Gli è stato dedicato l'asteroide 78393 Dillon.